# Metabolit
Der Metabolit (griechisch μεταβολίτης metabolítes, deutsch ‚der Umgewandelte‘, Plural: Metaboliten) ist ein Zwischenprodukt (Intermediat) in einem meist biochemischen Stoffwechselweg.

## Definition
Metaboliten sind die Produkte aus enzymkatalysierten Reaktionen, die natürlicherweise in den Zellen vorkommen. Um als Metabolit eingestuft zu werden, muss eine Verbindung folgende Kriterien erfüllen:
1. Die Metaboliten sind chemische Verbindungen, die sich innerhalb von Zellen befinden.
2. Metaboliten entstehen durch den Einfluss von Enzymen.
3. Metaboliten müssen in der Lage sein, in Folgereaktionen einzutreten
4. Die Metaboliten haben eine begrenzte Halbwertszeit; sie reichern sich nicht in Zellen an.
5. Viele Metaboliten sind Regulatoren, die die Einzelschritte des Stoffwechsels steuern.
6. Metaboliten müssen nützliche biologische Funktionen in der Zelle erfüllen.

Der Stoffwechsel (auch Metabolismus) besteht aus vielen einzelnen Serien enzymatischer Umsetzungen, die spezifische Produkte liefern. Diese Zwischenprodukte (jedem Reaktionsschritt kommen mindestens ein Substrat sowie mindestens ein Produkt zu) werden als Metaboliten bezeichnet. Die Gesamtheit der Metaboliten einer Zelle zu einem definierten Zeitpunkt wird als Metabolom bezeichnet. Durch verschiedene Nebenreaktionen können Metabolitenschäden entstehen.
Beispiele
- Androsteron ist ein in der Leber gebildeter Metabolit des Sexualhormons Testosteron.

## Sekundärmetaboliten
Sekundärmetaboliten sind chemische Verbindungen, die von bestimmten Lebewesen (Bakterien, Pilze, Pflanzen) synthetisiert werden. Im Gegensatz zu Primärmetaboliten wie beispielsweise Zucker oder Aminosäuren sind diese Substanzen für den produzierenden Organismus nicht lebensnotwendig.
Beispiele
- Phenacetin wird zum Metaboliten Paracetamol umgewandelt.
- Heroin wird zum Metaboliten Morphin umgewandelt.